# アンリ・アラン・リオジェ
アンリ・アラン・リオジェ、通称、ブラザー（修道士）アラン（Henri Alain Liogier、フランス名:Henri Eugene Liogier de Serey's Allut、1916年1月31日 - 2009年11月9日）は、フランス生まれの植物学者である。カリブ海諸国の植物相の調査に貢献した。

## 略歴
フランスのオート＝ロワール県ショメリクスで生まれた。1940年にキューバのハバナ大学を卒業し、1945年に自然科学の博士号を得た。1950年、1953年、1957年にグッゲンハイム研究奨励金を受けた。1955年から1962年の間、ハーバード大学で研究職につき、その後ニューヨークのマンハッタン・カレッジ（1964年 - 1970年）や国立ペドロ・アンリケ・ボンテンカ大学など、アメリカ合衆国やドミニカ共和国の大学で教授を務めた。
1965年にニューヨーク植物園の名誉学芸員となり、1978年にプエルトルコ大学植物園の分類学主任となった。テキサス州フォートワースの植物学研究所の研究員も務めた。
キューバ（1938年 - 1960年）、イスパニョーラ島（1968年 - 1978年）、プエルトリコで多くの調査旅行を行い、45,000を超える植物標本を集めた。
80を超える論文、書籍を執筆し、主にカリブ海地域の300以上の新種植物を記載した。9巻の著作"La Flora de la Española"を1982年と2000年に出版した。
ウラボシ科の植物の種、Terpsichore liogieri、アカネ科の種、Scolosanthus liogieri、Psychotria liogieri、カヤツリグサ科の種、Eleocharis liogieri　などに、リオジェの名が命名された。